# Spudveč! aneb 70 000 světelných let
Spudveč! aneb 70 000 světelných let (v anglickém originále Boom!) je kniha pro děti, kterou napsal britský spisovatel Mark Haddon. Jedná se o dětský sci-fi román, vydaný poprvé v roce 1992, podruhé pak ve značně přepracované podobě v roce 2009. Vypráví o dobrodružném pátrání po kamarádovi uneseném do daleké cizí galaxie.

## Okolnosti vydání
Kniha vyšla poprvé v roce 1992 pod názvem Gridzbi Spudvetch. Vydalo jí nakladatelství Walker Books. Obsahoval však mnoho chyb a tak byla z trhu brzy stažena. Sám autor uvádí, že „zápletka byla děravá a styl povětšinou neobratný“. Nakladatelství požádalo Marka Haddona, aby knihu upravil a znovu vydal. Kniha však potřebovala mnoho úprav, na které neměl autor mnoho času, a tak přepsání neustále oddaloval.
V roce 2007 dostal dopis od učitelky základní školy v Oxfordu, která jeho knihu četla svým žákům. K tomu připojila několik dopisů přímo od žáků 4. třídy, které autora potěšily a přesvědčily, aby si našel na knihu čas a přepsal jí. Původní název Gridzbi Spudvetch nahradil novým názvem Boom!. Nově byla kniha vydána v roce 2009 nakladatelstvím David Fickling Books v Oxfordu. Ve stejném roce byla přeložena do češtiny Michalou Markovou, kde nakladatel společnosti Argo použil s autorovým souhlasem variaci na původní název – Spudveč. 

## Příběh
Hlavní postavou je James, kterému všichni říkají Džimbo. Chodí do čtvrté třídy, společně se svým nejlepším kamarádem Charliem. Má sestru Becky, která mu jednoho dne řekne, že si na něj učitelé stěžují a mají v úmyslu přeřadit ho do zvláštní školy pro problémové děti. Džimbo ví, že se jí nedá věřit, ale postupem času má pochybnosti a začíná mít pocit, že má Becky pravdu. Aby se dozvěděl, jak to doopravdy je a co si o něm učitelé myslí, dají s Charliem do kabinetu vysílačku a poslouchají, o čem mluví. Celou dobu co mají učitelé schůzi se nic zajímavého neděje a ani se nic nedozvídají. Potom, co většina učitelů po schůzi odejde, uslyší zvláštní rozhovor učitele Kidda a učitelky Pearceové. Mluví zvláštním, pro ně neznámým, jazykem. Na konci rozhovoru každý z nich řekne „Spudveč“ a odejdou. Džimbo a Charlie se rozhodnou tomu přijít na kloub.
Hlavního vyšetřování se ujme Charlie a Džimbo mu s tím pomáhá. Postupně zjišťují více a více informací. Například že učitelovi Kiddovi v očích bliká zvláštní modré světlo, nebo že má učitelka Pearceová na půdě schované mosazné náramky, které když si někdo nasadí na levou ruku a stiskne pravou dlaní, uslyší hlas uvnitř své hlavy, který mluví tím zvláštním jazykem.
Pátrání se změní v dobrodružství ve chvíli, kdy Charlieho unesou. Džimbo se ho vydává hledat s jeho sestrou Becky, kterou do těchto podivných událostí zaplete také. Jediná stopa, kterou má, je jezero Coruisk na ostrově Skye ve Skotsku. Tam najdou portál, který Džimba přenese 70 000 světelných let od Země na planetu Plonk v Trpasličí eliptické galaxií Střelce. Tam najde Charlieho. Společně se vrátí na Zemi, ale jde jim o život. Musí být chytří a vymyslet, jak zachránit život nejen sobě, ale i ostatním lidem na Zemi. 

## Přijetí knihy
Přestože je kniha určena převážně pro děti, může zaujmout i náročného čtenáře v literatuře pro dospělé. Děj ubíhá ve svižném tempu, objeví se několik dramatických zvratů a nenajdeme v něm žádné výrazně laické řešení. Kritiku však román neoslnil. Recenze uveřejněná v deníku Telegraph vytýkala Haddonovi jeho styl i samotný příběh. Upozorňovala na zkratkovitost, nepůvodnost a mnohá klišé.
U českého vydání bylo kritické přijetí smířlivější. Podle Markéty Musilové je román Spudveč! aneb 70 000 světelných let skvělou ukázkou britského humoru. Autor podle s lehkostí líčí maloměstské prostředí, současné britské školství a Džimbovu lehce netradiční rodinu. I přesto, že dílo není tak známé jako kniha Podivný případ se psem, získalo si mezi dětskými čtenáři popularitu